# Малколм Ричардсон
Малколм Ричардсон (енгл. Malcolm Richardson; 11. октобар 1990) новозеландски је пливач који на међународној сцени представља Кукова Острва. Његова ужа специјалност су трке прсним стилом. 

## Спортска каријера
Прве значајније резултате у каријери је постигао 2018. на отвореном првенству Новог Зеланда у малим базенима у Окланду, где је освојио друго место у трци на 50 прсно. У децембру исте године је дебитовао на светским првенствима, пошто је на светском првенству у малим базенима у кинеском Хангџоуу пливао у квалификационим тркама на 50 прсно (51. место) и 50 делфин (65. место).   
На светским првенствима у великим базенима је дебитовао на првенству у корејском Квангџуу 2019, где је пливао у квалификационим тркама на 50 прсно (55. место) и 100 прсно (76. место).